# Schatzfund von Gaio
Koordinaten: 37° 53′ 41″ N, 8° 42′ 58″ W

Die phönizische Metropole Gadir oder Tartessos

Der Schatzfund von Gaio wurde 1966 13 Kilometer südöstlich von Sines im portugiesischen Distrikt Setúbal bei Feldarbeiten gemacht.
Die Bucht von Sines war im Altertum einer der wenigen sicheren Häfen an der Felsküste Portugals zwischen dem Cabo de São Vicente im Süden und den für den Handel wichtigen Mündungstrichtern der Flüsse Sado und Tejo im Norden. Der Schatz gehörte zur Ausstattung einer Bestattung aus  dem 5. Jahrhundert v. Chr. in einer aus Platten konstruierten Steinkiste, über die sich der Grabhügel wölbte. Die gesamte Anlage wurde durch den Pflug zerstört. Erst zwei Monate später wurde der Fundplatz untersucht. Beim Durchsieben der Erde gelang es, die Beigabenausstattung um einige kleinere Stücke zu ergänzen.

## Beschreibung
Im Grabinventar fallen ein Ohrringpaar und ein Halsreif auf. Der Ohrschmuck, der einen Durchmesser von acht cm aufweist, besteht aus einem mondsichelartigen Element im Zentrum, an dem auf 14 kleinen menschlichen Köpfen zwölf übergroße Blütenkelche sitzen. Die beinahe vollständigen Kelche werden durch runde Plättchen verschlossen, deren stilisiertes Dekor wie ein strahlender Stern wirkt. 
Vom Collier sind 16 etwa 3,6 cm hohe Plättchen erhalten, die zu einem 31 cm langen Collier zusammengesetzt werden konnten. Sie bestehen aus einem doppelten, gefalteten Blech und hängen an einer durch die Faltösen gezogenen Schnur. Die Illustration auf den Plättchen wiederholt sich, da sie über demselben Stempel aus dem Goldblech getrieben wurden. Sie setzt sich zusammen aus einer geöffneten Blüte am inneren Rand, einem schreitenden Greif mit kleinen sichelartigen Flügeln und einem Schnabel, der an ein Pferdemaul erinnert, in der Mitte und aus zwei Palmetten und einer dazwischen geschobenen Rosette am äußeren Rand. 
Die übrigen Schmuckstücke sind ein kleiner Anhänger in Form einer Blüte, zwei konische Glieder einer Kette mit Granulatverzierung, die einen Türkis einfassen, Perlen verschiedener Größe aus Achat, Bernstein, farbigem Glasfuß und Gold, die zusammen mit den Anhängern zu drei Ketten zusammengestellt wurden, und farbige Salbfläschchen aus Glas.

## Fundzusammenhang
Sicher gehörte die Bestattete zu den Vornehmen der einheimischen Gesellschaft. Die Grabbeigabe bezeugt, in welchem Maße man in der Lage war, die Verstorbene durch „Verschwendung“ zu ehren und ihr damit im Jenseits eine ähnliche Stellung wie im Leben zu sichern. 
Die Funde bieten recht präzise Informationen zur Herkunft der Stücke aus unterschiedlichen Gegenden mit anders gearteten motiv- und handwerklichen Traditionen. So führen die Ohrgehänge und das Collier in die technische und die Einzelmotive in die ikonographische Tradition des Nahen Ostens. Die Komposition und die Ausgestaltung der Motive finden ihre nächsten Vergleiche in Andalusien, der Extremadura und der Hispania. Diese Gebiete liefern die Parallelen für den Greifen und die Köpfchen. Die Ohrgehänge sind vergleichbar mit denen aus dem Schatz von Aliseda (Provinz Cáceres). Im Gegensatz zum extremenischen Paar fehlt dem von Gaio das die Treibarbeit nachzeichnende und überhöhende Granulat. Seine Blütenstände wirken im Vergleich zu dem eleganten Gitterwerk aus Blüten, Palmetten und Vögeln grobschlächtig. Ihrer Form nach bleiben sich die Ohrgehänge jedoch gleich. Der künstlerische Abstand zwischen den Ohrgehängen spiegelt die Arbeit zweier Werkstätten wider, die sich nur unscharf lokalisieren lassen. Die Exemplare aus Aliseda, die jedem Vergleich mit den besten überlieferten Preziosen dieser Zeit standhalten, muss in Gadir, (heute Cádiz) dem Mittelpunkt der Region, gesucht werden. Das Paar aus Gaio entstammt dagegen dem Wirkbereich der Metropole. Der weniger virtuos arbeitende Meister beschränkt sich auf ein minderes handwerkliches und ikonographisches Repertoire aus einer der orientalisierenden tartessischen Werkstätten. 
Die Indizien deuten auf ein polymorphes Bild kultureller und kommerzieller Beziehungen zwischen der westphönizischen Metropole Gadir und ihrem Hinterland an. Gadir war nicht nur Produktionsort, sondern auch Umschlagplatz fremder Ware. Die gläsernen Salbgefäße entstammen einer ostmediterranen, wahrscheinlich rhodischen Werkstatt. Der in der Nähe des Schatzes gefundene Skarabäus kam aus Ägypten, während die Heimat des Bernsteins im Norden gesucht werden muss. 
Für die Datierung des Schatzfundes liegen nur Indizien vor. Einzelstücke können über Generationen in einer Familie vererbt worden sein, um mit später erworbenem Schmuck ins Grab zu gelangen. So entstand das Ohrgehänge aus Gaio später als das Paar aus Aliseda, das vermutlich in der 2. Hälfte des 7. Jahrhunderts v. Chr. geschaffen wurde. Die Glasgefäße können nicht vor dem Ende des 6. Jahrhunderts hergestellt worden sein und repräsentieren den jüngsten Teil des Fundes. Damit liefern sie ein Schlussdatum, nach dem die Bestattung erst im Laufe des 5. Jahrhunderts v. Chr. erfolgen konnte.